# Serbiskspråkiga Wikipedia
Serbiskspråkiga Wikipedia (serbisk kyriliska: Википедија на српском језику; latinska: Vikipedija na srpskom jeziku) är den serbiska upplagan av Wikipedia.

## Historik
Serbiska Wikipedia skapades 16 februari 2003, och hade växt till 100 000 artiklar den 20 november 2009. Den är den största språkvarianten bland de sydslaviska språkvarianterna. Den har för närvarande[när?] 704 462 artiklar.

### Fotnoter
1. ↑  Lista över Wikipediautgåvor